# Sporophila albogularis
Sporophila albogularis là một loài chim trong họ Thraupidae.